# Onkilampi (sjö i Finland)
Onkilampi är en sjö i Finland. Den ligger i kommunen Kärsämäki i landskapet Norra Österbotten, i den centrala delen av landet, 400 km norr om huvudstaden Helsingfors. Onkilampi ligger 119,2 meter över havet. I omgivningarna runt Onkilampi växer i huvudsak blandskog. Arean är 14,8 hektar och strandlinjen är 2,01 kilometer lång. Sjön  ingår i Pyhäjoki älvs huvudavrinningsområde. 